# Ploceus intermedius
El tejedor intermedio (Ploceus intermedius) es una especie de ave paseriforme de la familia Ploceidae que habita en África oriental y austral.

## Distribución

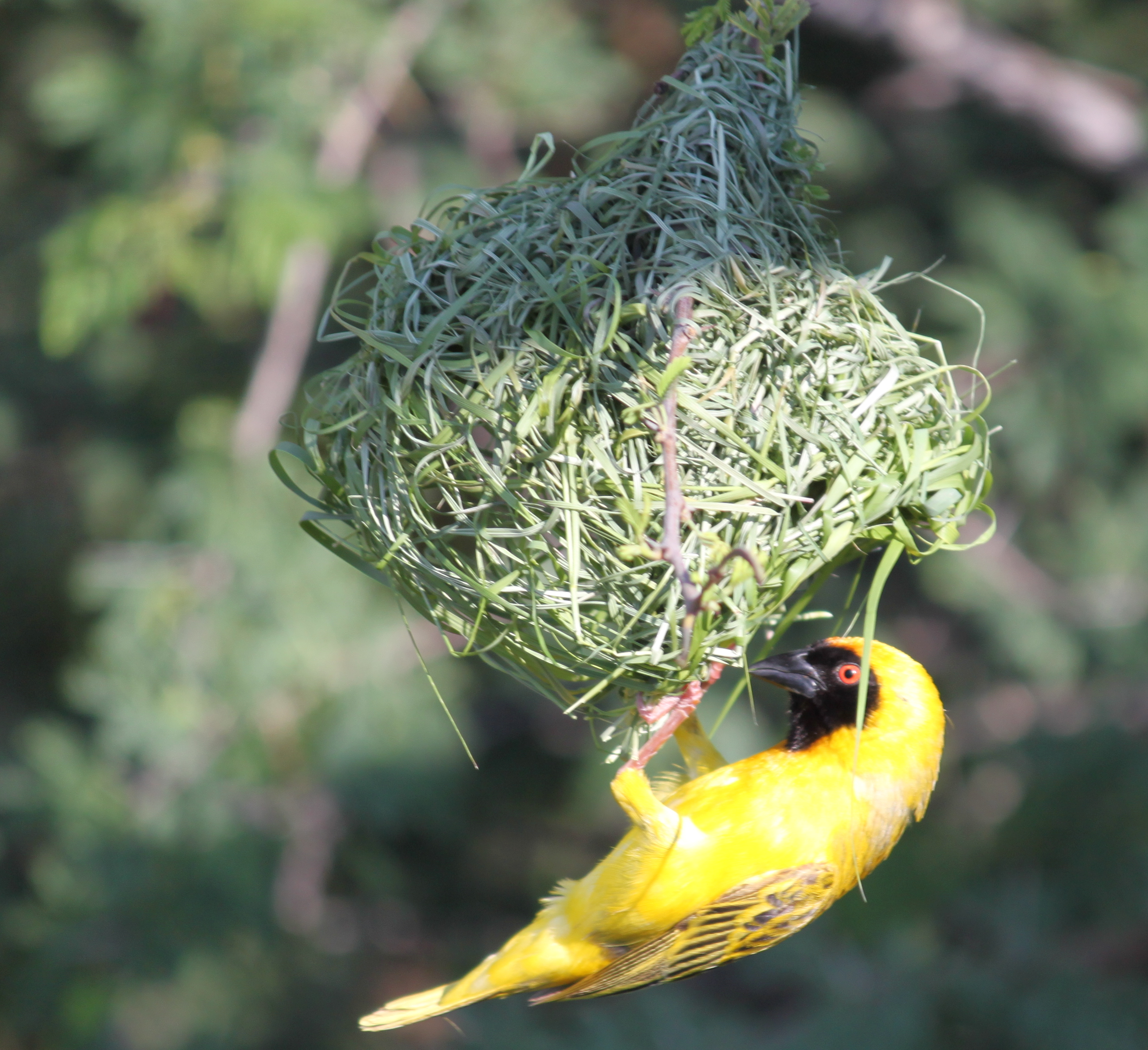
Macho construyendo su nido.

Se extiende desde el cuerno de África por el este del continente y la franja norte de África austral, distribuido por Angola, Botsuana, Yibuti, Etiopía, Kenia, Malaui, Mozambique, Namibia, República del Congo, República Democrática del Congo, Ruanda, Somalia, Sudáfrica, Sudán del Sur, Suazilandia, Tanzania, Uganda, Zambia y Zimbabue.

## Taxonomía
Fue descrito científicamente por el naturalista alemán Eduard Rüppell en 1845. Se reconocen dos subespecies:
- P. i. intermedius Rüppell, 1845 – desde Yibuti a Tanzania central.
- P. i. cabanisii (W. K. H. Peters, 1868) – desde la costa occidental de África hasta el este Sudáfrica

Se consideran sinónimos de ésta P. i. beattyi de Angola y P. i. luebberti de Namibia;

## Comportamiento y ecología
Anida en grandes colonias, a menudo junto al tejedor común y a veces con el bufalero piquirrojo. Como otros tejedores construye nidos colgantes entrelazando hierba. Esta especie es parasitada con frecuencia por el cuco didric.